# Figoni et Falaschi

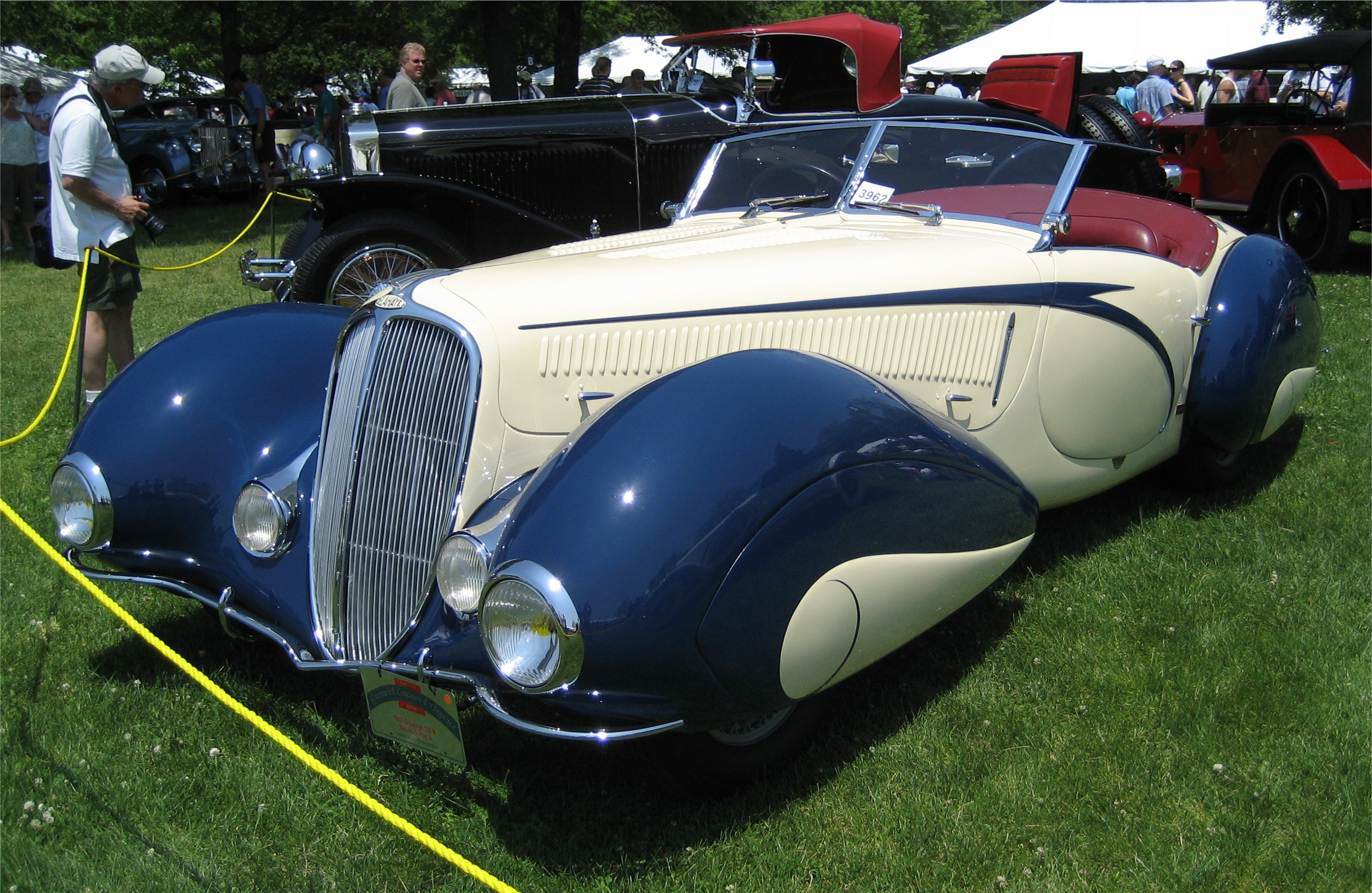
Delahaye 135 med Figoni et Falaschi-kaross.

Figoni et Falaschi var en fransk karossmakare, med verksamhet i Boulogne-Billancourt.
Giuseppe Figoni föddes i Italien 1894. Redan som liten flyttade han med familjen till Paris. Figoni byggde karosser på chassin från bilar som Bugatti, Delage och Rolls-Royce. 1935 kom Ovidio Falaschi, även han av italiensk börd, in i företaget som finansiär. Figoni et Falaschi blev kända för sina extravaganta karosser på Talbot-Lago- och Delahaye-chassin.
Företaget återupptog verksamheten efter andra världskriget, men marknaden för dyra specialkarosser var liten och under femtiotalet försvann de fina franska märkena ett efter ett. De sista åren byggde Figoni et Falaschi karosser till Simca- och Citroën-bilar, innan man slog igen portarna 1955.